# Pareuthyphlebs occidentalis
Pareuthyphlebs occidentalis är en bönsyrseart som beskrevs av Werner 1928. Pareuthyphlebs occidentalis ingår i släktet Pareuthyphlebs och familjen Toxoderidae. Inga underarter finns listade i Catalogue of Life.